# Araneus striatipes
Araneus striatipes är en spindelart som först beskrevs av Simon 1877.  Araneus striatipes ingår i släktet Araneus och familjen hjulspindlar.
Artens utbredningsområde är Filippinerna. Inga underarter finns listade i Catalogue of Life.